# José de Jesús Gutiérrez Rebollo
José de Jesús Gutiérrez Rebollo (Jonacatepec, Morelos, 19 de abril de 1934 - México, D. F., 19 de febrero de 2013) fue un general de división del Ejército Mexicano. Fue condenado a 40 años de prisión por múltiples cargos, incluida la delincuencia organizada.

## Historia
Gutiérrez Rebollo fue un militar de carrera mexicano que alcanzó el rango de general de división. Comandó la Quinta Región Militar con sede en Jalisco, México, y trabajó para la oficina de la Procuraduría General de México, donde fue nombrado oficial de máximo nivel en la interdicción de drogas en el país en 1996 como jefe del Instituto Nacional para el Combate a las Drogas (INCD). Gutiérrez tuvo acceso a la inteligencia mexicana y a la inteligencia proporcionada a México por los EE. UU., incluidas las investigaciones antidrogas, escuchas telefónicas, programas de interdicción, las operaciones y las identidades de informantes mexicanos.

## Detención
Las autoridades comenzaron a investigar a Gutiérrez Rebollo el 6 de febrero de 1997, después de haber recibido el soplo de que se había mudado a un apartamento caro "cuyo alquiler no podía ser pagado con el salario recibido por un servidor público." Las autoridades mexicanas también obtuvieron una grabación de Gutiérrez y Amado Carrillo Fuentes, conocido como el "Señor de los Cielos", en la que Gutiérrez presuntamente discutía los pagos que debían realizarle a cambio de ignorar las actividades ilegales de Carrillo Fuentes por utilizar aviones de su propiedad para el transporte de droga. Gutiérrez fue detenido y acusado de soborno, de obstrucción a la justicia y de facilitar el transporte de cocaína. Fue declarado culpable de ayudar al narcotraficante Carrillo Fuentes. A principios de 1997, fue despedido de su puesto después de que una investigación mostró que había recibido sobornos del Cártel de Juárez, siendo sustituido en el cargo por un abogado y magistrado, Mariano Herrán Salvatti. Gutiérrez Rebollo fue condenado a 31 años, 10 meses y 15 días de prisión por el uso ilegal de armas restringidas al Ejército. En 2007 fue condenado por un tribunal federal a una nueva pena de prisión de otros cuarenta años y una multa de 24,716,829 pesos mexicanos por su colaboración con el líder del Carrillo Fuentes. Estaba además a la espera de juicio en Nayarit por cargos de tráfico de armas. Gutiérrez cumplía su condena en la Penitenciaría de Máxima Seguridad del Altiplano, en Almoloya de Juárez.

## Deceso
Gutiérrez murió de cáncer cerebral en el Hospital Central Militar de la Ciudad de México el 19 de diciembre de 2013, mientras cumplía su condena de 40 años.

## Representaciones mediáticas
- Traffic es una película de drama 2000 estadounidense dirigida por Steven Soderbergh y escrita por Stephen Gaghan. En ella se exploran las complejidades del comercio ilegal de drogas desde varias perspectivas: un usuario, un matón, un político y un traficante, cuyas vidas se afectan entre sí a pesar de que no se encuentran. El personaje del general Arturo Salazar está inspirado en el general Jesús Gutiérrez Rebollo.
- En 2013, la cadena Telemundo creó la serie de televisión El señor de los cielos, inspirada en la vida del narcotraficante Amado Carrillo Fuentes, tomándose grandes libertades artísticas. En esta serie, el personaje "Daniel Jiménez Arroyo", alias "El Letrudo" (interpretado por el actor Juan Ríos Cantú) está basado en Gutiérrez Rebollo.
- En 2021, Gutiérrez Rebollo fue interpretado por el actor José Zúñiga en la serie de televisión Narcos: México, la cual lo representa como un intermediario entre el Cártel de Juárez y miembros de la élite política del Partido Revolucionario Institucional, particularmente Carlos Hank González.